# Domnina (gènere)
Domnina és un gènere extint de mamífers eulipotifles de la família de les musaranyes (Soricidae) que visqueren a Nord-amèrica des de l'Eocè mitjà fins al Miocè superior, fa entre 20,5 i 46,2 milions d'anys. Se n'han trobat restes fòssils al Canadà i els Estats Units. Possiblement foren les primeres musaranyes vertaderes. Igual que bona part dels seus parents moderns, té l'esmalt dental pigmentat amb grans de goethita, cosa que el feia més dur i resistent a l'abrasió. El nom genèric Domnina significa ‘senyora’ en llatí i presumiblement es refereix al seu suposat carnivorisme.